# Райкер, Робин
Ро́бин Ра́йкер (англ. Robin Riker; род. 2 октября 1952, Манхэттен, Нью-Йорк) — американская актриса.

## Биография
Робин Райкер родилась 2 октября 1952 года в Нью-Йорке (штат Нью-Йорк, США) в семье театральных актёров, оба во втором поколении, и владельцев театра в Аспене (штат Колорадо), Атланте (штат Джорджия) и Сиракьюсе. Родители Робин вовлекали её в свои спектакли с детства и девочка выросла в атмосфере театра, либо играя на сцене, либо находясь за кулисами.
В 1976 году Робин начала сниматься в кино. В 1984—1987 годы Райер играла роль Келли Холл в ситкоме «Братья», за которую получила две номинации на «CableACE Award» (1987, 1988) в номинации «Актриса комедийного сериала». В 2012—2013 Райер играла роль Анжелики Рот в телесериале «ДеВэнити», за которую была номинирована на «Indie Series Awards» (2013). Всего актриса сыграла около ста ролей в фильмах и телесериалах.
В 1987 году Робин вышла замуж за актёра Уильяма Хосли, с которым она позже развелась. С 1997 года Райкер замужем во второй раз за кинооператором Эваном Э. Несбиттом.

## Избранная фильмография
| Год       |    | Русское название                 | Оригинальное название    | Роль                    |
| --------- | -- | -------------------------------- | ------------------------ | ----------------------- |
| 1980      | ф  | Аллигатор                        | Alligator                | Мариса Кендалл          |
| 1984—1987 | с  | Братья                           | Brothers                 | Келли Холл              |
| 1997      | с  | Баффи — истребительница вампиров | Buffy the Vampire Slayer | Кэтрин Мэдисон          |
| 1999      | ф  | Не заглядывай под кровать        | Don't Look Under the Bed | Карен Маккаузленд       |
| 2001      | с  | Клиент всегда мёртв              | Six Feet Under           | Хлоя Энн Брайант Йоркин |
| 2006      | тф | Читай и рыдай                    | Read It and Weep         | Дайана                  |
| 2011      | с  | Волшебники из Вэйверли Плэйс     | Wizards of Waverly Place | Линда Грейбек           |
| 2012—2013 | с  | ДеВэнити                         | DeVanity                 | Анжелика Рот            |